# Циківська сільська рада
Ци́ківська сільська́ ра́да — адміністративно-територіальна одиниця та орган місцевого самоврядування в Чемеровецькому районі Хмельницької області. Адміністративний центр — село Цикова.

## Загальні відомості
- Територія ради: 3,965 км²
- Населення ради: 1 198 осіб (станом на 2001 рік)
- Територією ради протікає річка Смотрич

## Населені пункти
Сільській раді підпорядковані населені пункти:
- с. Цикова
- с. Карачківці

## Склад ради
Рада складається з 12 депутатів та голови.
- Голова ради: Погоржельський Тимофій Володимирович
- Секретар ради: Пиріжок Світлана Григорівна

### Керівний склад попередніх скликань
| Прізвище, ім'я, по батькові          | Основні відомості                                                               | Дата обрання | Дата звільнення |
| ------------------------------------ | ------------------------------------------------------------------------------- | ------------ | --------------- |
| Погоржельський Тимофій Володимирович | Сільський голова, 1961 року народження, освіта середня спеціальна, безпартійний | 26.03.2006   | 31.10.2010      |
| Погоржельський Тимофій Володимирович | Сільський голова, 1961 року народження, освіта середня спеціальна, безпартійний | 31.10.2010   |                 |

Примітка: таблиця складена за даними сайту Верховної Ради України

### Депутати
За результатами місцевих виборів 2010 року депутатами ради стали:

#### За суб'єктами висування
| Суб'єкт висування | Кількість обраних депутатів | %   |
| ----------------- | --------------------------- | --- |
| Самовисування     | 12                          | 100 |

#### За округами
| № округу | Прізвище, ім'я, по батькові    | Дата визнання обраним | Освіта             | Партійна приналежність | Відомості про обраного депутата                               |
| -------- | ------------------------------ | --------------------- | ------------------ | ---------------------- | ------------------------------------------------------------- |
| 1        | Гніздовський Антон Францович   | 05.11.2010            | середня спеціальна | позапартійний          | пенсіонер                                                     |
| 2        | Яжук Василь Іванович           | 05.11.2010            | середня спеціальна | позапартійний          | ПП «Світанок», слюсар                                         |
| 3        | Тернавська Марія Володимирівна | 05.11.2010            | середня спеціальна | позапартійна           | Борщівський сирзавод, заготівельник молока                    |
| 4        | Михайлова Валентина Миколаївна | 05.11.2010            | середня спеціальна | позапартійна           | пенсіонер                                                     |
| 5        | Юрчак Віталій Аніфатійович     | 05.11.2010            | середня спеціальна | позапартійний          | Циківський будинок культури, директор                         |
| 6        | Крентовська Галина Григорівна  | 05.11.2010            | середня спеціальна | позапартійна           | пенсіонер                                                     |
| 7        | Михайлова Любов Михайлівна     | 05.11.2010            | середня спеціальна | позапартійна           | Циківська загальноосвітня школа І-ІІ ст., технічний працівник |
| 8        | Лівіцький Микола Михайлович    | 05.11.2010            | середня спеціальна | позапартійний          | АЗС, помічник оператора                                       |
| 9        | Гожий Сергій Тимофійович       | 05.11.2010            | середня спеціальна | позапартійний          | ПП «Світанок», завідувач током                                |
| 10       | Пиріжок Світлана Григорівна    | 05.11.2010            | середня спеціальна | позапартійна           | Циківська сільська рада, секретао                             |
| 11       | Бандура Володимир Іванович     | 05.11.2010            | вища               | позапартійний          | ПП «Світанок», директор                                       |
| 12       | Буць Микола Іванович           | 05.11.2010            | середня спеціальна | позапартійний          | пенсіонер                                                     |